# محظورات الحيض
محظورات الحيض هي أي من المحرمات الاجتماعية الخاصة بالطمث. ففي بعض المجتمعات يُنظٓر إليه على أنه أمر محرج وغير طاهر، امتدادَا إلى عدم ذكر الحيض بين العامة (في وسائل الإعلام والإعلان) والخاصة (بين الأصدقاء، في الأسرة، ومع الرجال). كما تعتبره العديد من الديانات التقليدية نجس عقائديَا.
يُرى الحيض بشكل مختلف باختلاف الثقافات، أظهرت الدراسات التي أجريت في أوائل الثمانينات أنه تقريبَا جميع الفتيات في الولايات المتحدة يعتقدن أن الفتاة لا ينبغي لها الحديث عن الحيض مع الأولاد، كما أن أكثر من ثلث الفتيات يعتقد أنه من غير الملائم مناقشة أمور الحيض مع آبائهن. الاعتقاد بأن الحيض يجب أن يبقى أمرَا مخفيَا هو الأساس لكثير من معايير السلوك والتواصل حول الحيض في المجتمعات الصناعية الغربية.
في مجتمعات أخرى قد تُمارٓس بعض شعائر الطمث دون دلالة نجاسة. وتبين دراسة علماء الأنثروبولوجيا باكلي وغوتليب أنه في حين أن المحرمات حول الحيض عالمية تقريبَا، مجموعة واسعة من قواعد السلوك أثناء الحيض «تكون مختلفة، أو حتى متضادة».

## آراء دينية

### الدين البهائي
منع بهاء الله، مؤسس الدين البهائي، في الكتاب الأقدس جميع أشكال النجاسة في طقوس الناس والأشياء، وشدد على أهمية النظافة والطهارة الروحية. يتم تشجيع الحائض للصلاة ولا تحتاج إلى الصيام. لكن لديهن البديل (الطوعي) لتلاوة الآيات بدلا من ذلك.

### الديانةالمسيحية
دافع بعض آباء الكنيسة عن استبعاد النساء من الوزارة اعتماداً على فكرة النجاسة. كما شدد آخرون على فكرة أن قوانين النقاء يجب التخلص منها كجزء من العهد القديم. وعلى الرغم من القيود المفروضة على سفر اللاويين، سمح يسوع نفسه لامرأة تنزف أن تلمسه وقام بمداواتها (مرقس 5: 25-24).
تمنع كنيسة التوحيد الأرثوذكسية الإثيوبية المرأة التي تكون في فترة الحيض والأشخاص غير الطاهرين وفقًا للشريعة من دخول الكنيسة (على سبيل المثال لا يدخل الرجال الكنيسة في اليوم واليوم التالي بعد أن كان هناك جماع مع الزوجة). يُذكر أن منع المرأة التي تكون في فترة الحيض من دخول الكنيسة حتى نهاية فترة الحيض موجود أيضًا من قبل الكنائس المسيحية الشرقية الأخرى. وتلتزم كنيسة التوحيد الأرثوذكسية الإثيوبية في تنظيم قواعد الحبل والولادة المذكورة في سفر اللاويين وكيفية الطهور بعدها إذ إن المرأة الحامل والحائض تعتبر نجسة.

### الهندوسية
في الديانة الهندوسية، تعتبر الحائض عادةَ نجس وعليها قواعد يجب اتباعها. فأثناء الحيض، لا يُسمٓح للنساء «دخول المطبخ والمعابد، والنوم في النهار، والاستحمام، وارتداء الزهور، وممارسة الجنس، ولمس الرجال أو النساء الأخريات، أو التحدث بصوت عال.»  ولا يجوز لهن امتطاء حصان، أو ثور، أو فيل، أو قيادة أية مركبة أخرى. تعتبر المرأة نفسها نجس وملوثة، وغالبَا ما يتم عزلها كما المنبوذين، غير قادرة على العودة إلى أسرتها، طوال فترة حيضها.

### الإسلام
في الإسلام، لا يجوز للمرأة أن تصلى أو تؤدي الأنشطة الدينية الأخرى مثل الصوم أو الطواف حول الكعبة. يعد هذا وفقا لقانون عدم طهارة أي دم. كما يحظر بحزم الجماع الجنسي مع زوجها خلال فترات الطمث. إلا أنه يمكنها القيام بجميع الأعمال الأخرى في الحياة الاجتماعية بشكل طبيعي. كما شجع النبي محمد الحائض أن تكون حاضرة في الخدمات والاحتفالات الدينية لعطلات العيدين، حتى وإن كانت معذورة من الصلاة.

### اليهودية
في التوراة (سفر اللاويين 15: 19-30)، تعتبر الحائض نجس عقائديا - «كل من مسها يكون نجسا إلى المساء» (النسخة الدولية الجديدة). لمس الحائض، لمس أي شيء كانت قد جلست عليه، أو وطئها يجعل الشخص أيضا نجس. مدى الالتزام بهذه القواعد في اليهودية الحديثة يختلف باختلاف درجة التدين / العقيدة.

### السيخية
في السيخية، تعطى المرأة مكانة مساوية للرجل، وتعتبر نقية مثل الرجل.قام الجورو بتعليمهم أن المرء لا يمكن أن يكون نقيا بغسل جسده ولكن النقاء الحقيقي هو نقاء العقل. أيضا أدان جورو ناناك مؤسس السيخية، معاملة النساء كأنهن غير طاهرات أثناء الحيض.
في السيخية، لا تعتبر الدورة الشهرية من الملوثات. بالتأكيد لها تأثير بدني ونفسي على المرأة. إلا أن هذا لا يعد عائقا أمام رغبتها في الصلاة أو إنجاز واجباتها الدينية كاملة.وضح جورو أن الدورة الشهرية هي عملية وهبها الله. مطلوب دم امرأة لخلق أي بشر. فدم الأم عنصر أساسي للحياة. وهكذا، فإن الدورة الشهرية هي بالتأكيد عملية بيولوجية أساسية وهبها الله. في الأديان الأخرى يعتبر الدم ملوثا لكن جورو يرفض مثل هذه الأفكار. أولئك الغير أنقياء من الداخل هم الأنجاس حقا.
الذكر باسم الله هو الأهم. سواء ملابس المرء -ملطخة بالدم أم لا (بما في ذلك دم الحيض) ليس ذو أهمية روحية. وبالتالي، لا توجد قيود مفروضة على المرأة أثناء الحيض. فهي حرة لزيارة المعبد، والمشاركة في الصلاة والقيام بالـ"سيفا". في المبدأ الأنثوي في السيخ: رؤية الله كور-سينغ يكتب: "إن الحط من الجسد الأنثوي" المعرب عنه في العديد من المحرمات الثقافية والدينية المحيطة بالحيض والولادة 'غائب في نظرة السيخ..كما انتقد جورو ناناك علنا أولئك الذين ينسبون التلوث للنساء بسبب الحيض. "

## الولايات المتحدة
أجريت دراسة عام 1981 أظهرت أن أغلبية كبيرة من البالغين في الولايات المتحدة والمراهقين يعتقدون أنه غير مقبول اجتماعيا مناقشة أمور الحيض، خاصة في التجمعات المختلطة. كما يعتقد الكثيرون أنه غير مقبول أيضا حتى داخل الأسرة.

## الإعلانات
هناك طريقة واحدة مشتركة للإعلان عن المنتجات الصحية الخاصة بالحيض والتي تتجنب تصويره، بصب سائل أزرق بدلا من أحمرعلى المنتج الصحي لإثبات مدى الامتصاص. ومن أدلة معاملة الحيض كـ«تابو» هوخلق مجموعة متنوعة من العبارات المطلقة على الحيض، بما في ذلك «العمة فلو»، و «خرقة»، «صديقي»، أو حتى «لعنة».
وفي عام 2010، أنشأت الشركة التجارية «أولويز» أول إعلان للنظافة النسائية لدرجة تمثيل بقعة حمراء صغيرة، باعتبارها الدم. تم إنشاء الإعلان من قبل المتدرب الذي كان يعمل في وكالة إعلانات أولويز، ليو بورنيت. في الأصل أنشأ المتدرب الإعلان بشكل شخصي، ولكنه لفت انتباه المدير الإبداعي الأول في ليو بورنيت، ونشر لاحقا كالإعلان الفعلي. كان هناك بعض الجدل عندما صدر الإعلان لأول مرة.

## الأفلام
تعكس الأفلام والتلفزيون أيضا طبيعة حظر الحديث عن الحيض. وعادة ما يتم تجنب هذا الموضوع، باستثناء المشاهد التي تتضمن الحيض أو بداية الطمث. على سبيل المثال، تشرح اليزابيث كيسلينغ في مقالها «على خرقة على الشاشة: الحيض في السينما والتلفزيون»، وأوائل عام 1991 فيلم «ابنتي» احتوي على مشهد حيث الشخصية الرئيسية، فادا، تمر بتجربة أول دورة شهرية لها. تقوم ممثلة بشرح ما يحدث لها بعيدا عن الكاميرا والموضوع لم يذكر مرة أخرى، إلى أن دفعت فادا توماس عبر الشرفة وقالت له: «لا تعود في خلال خمسة إلى سبعة أيام».
في فيلم «كاري» فوجئت البطلة بأول حيض لها في دورة المياه الخاصة بالمدرسة، أزعجتها الفتيات الأخريات بإلقاء المناشف الصحية عليها، إلى أن قامت معلمة الأنشطة الرياضية بتهدئتها وشرح مفهوم الحيض لها، وهو ما لم تقم به أبدا والدة كاري.
في فيلم «فقط يوم أمس»، كانت إحدى الفتيات حائضا وتمت مضايقتها بسبب ذلك، خاصة عندما قام مجموعة من الفتيان بإخبار الآخرين ألا يلمسوا الكرة التي قد لمستها هي قائلين: «سوف تصابون مثلها بالحيض».
في عام 2007 فيلم «فائق السوء»، سيث يكتشف دم حيض على سرواله الجينز بعد الرقص مع امرأة. فيظهر الاشمئزاز، كما يفعل الرجال الآخرون في المشهد.
فوز يوتا في Pippig 1996 ماراثون بوسطن
في عام 1996، أثناء ماراثون بوسطن المائة، كانت يوتا، أول امرأة تصل خط النهاية، تعاني من تقلصات حادة وأيضا نزيف. اعتقد خطئا أن هذا بسبب الحيض. كان المعلقون في الإذاعة والتلفزيون معقودي اللسان. علق بعض المعلقين أن السبب «الصعوبات الجسدية والإسهال». توقف البعض الآخر عند عبارة «المشاكل الجسدية»، أو «آلام في المعدة». واجه مقال ايلين ماكنمارا الذي قالت فيه «نزفت طوال الطريق من هوبكينتون إلى بوسطن» نقدا كبيرا.
أوضحت يوتا أنها بدأت تعاني من مغص بعد حوالي 5 أميال داخل السباق، وبعد فترة وجيزة أصيبت بالإسهال. تقول «كنت قلقة ليس فقط بالنسبة لي - ولكن للاهتمام برياضتنا.» تأخرت لـ7 أو 8 أميال وحتى مشت قليلا. ولعدم الارتياح، تحول تركيزها من الفوز بالسباق إلى البقاء فيه، حاولت الركض بكل ما تستطيع في هذه الحالة. «كنت خائفة عندما شعرت تدفق الدم أسفل ساقي.» وفهم ذلك خطئا أنه بسبب الدورة الشهرية، ولكن بعد فوزها بالسباق، تم تشخيص إصابتها بالتهاب القولون، أو مرض التهاب الأمعاء.

## قمع الحيض
مع موافقة إدارة الأغذية والعقاقير الأخيرة على الأدوية الخاصة بتثبيط الحيض، بدأ الباحثون تحويل تركيزهم إلى آراء النساء الأمريكيات نحو الحيض. وجدت إحدى الدراسات أن 59٪ من النساء اللاتي شملتهن الدراسة يرغبن في عدم الحيض كل شهر. كما قال ثلثهن أنهن لا يرغبن في الحيض مطلقا بعد الآن.

## الحركات
حركة الحيض (المعروفة باسم الحيض جذري وفوضى الحيض، أو ملكية الحيض) هي الحركة المنوطة بمحرمات الطمث. هدم هذه المحرمات هو نقطة الخلاف بين النساء. والهدف الرئيسي وراء هذه الحركة هو أنه إذا كان الحيض أمرا طبيعيا، فليس هناك سبب لتجنب الموضوع: «حيث يصبح مربكا نفسيا على المرأة أن تعيش في عالم لا وجود فيه لحقيقة واقعها» 
تعد معاملة الحيض كوصمة عار حالة تعكس وتعزز التصور المتدني لمكانة المرأة بالنسبة للرجل. وأيضا لتفسير المواقف السلبية تجاه وظائف جسم المرأة. تحدث  وصمة العار هذه عندما ينظر لدم الحيض باعتباره واحد من «الفظائع» في الجسم ويعكس الهوية الجنسية لدى النساء، مما يؤدي إلى عواقب مؤثرة على صحة ونفسية المرأة.
تحدثت حقوقيات مثل تشيلا كوينت ضد استخدام أسلوب الخزي في الدعاية لمنتجات النظافة النسائية. وقالت إنها أنشأت زين، مغامرات في الحيض، «لمساعدة تغيير الرؤية للحيض، بحيث يكون من الطبيعي على الأقل الحديث عنه .. لأنه، حتى الآن، ليس كذلك».
 أيضا نشطاء آخرون مثل راشيل كودر الذي نشر «كتابي الأحمر الصغير». والمخرج والأكاديمي جيوفانا تشيسلر الذي أنشأ وثائقية: نهاية الحيض، وأيضا الفنان آنغريد برثون الذي عرض فيديو ومجموعة من الصور في بينالي البندقية.